# Häktningen av en misstänkt för förberedelse till terroristbrott i november 2015
I november 2015 häktades i Sverige en man misstänkt för förberedelse till terroristbrott. Mannen friades senare från alla anklagelser.
Trots att det hela tiden handlade om den lägre misstankegraden publicerades mannens namn och bild i alla stora svenska medier och det framgick inte alltid att mannen endast var misstänkt. Publicitetsskadan för mannen bedömdes vara massiv men ingen uttryckte ånger över att ha publicerat mannens namn.

## Häktningen
Terrorhotnivån höjdes, ett rikslarm utfärdades och mannen var anhållen i sin frånvaro misstänkt för förberedelse till terroristbrott. Han greps dagen efter och var frihetsberövad i tre dagar, men friades från alla anklagelser och kom senare att kräva en ersättning för frihetsberövandet på en miljon kronor, men fick 12 000 kronor. Terrorhotnivån kvarstod i över tre månader.

## Medierapporteringen
Trots att det hela tiden handlade om den lägre misstankegraden publicerades mannens namn och bild i alla stora svenska medier, från statliga medier till kvällspress:
- Sveriges television publicerade både namn och bild både i nyhetssändningar och på sin webbplats.
- Sveriges radio publicerade både namn och bild.
- Expressen var först med att publicera bilden. De publicerade även namnet, bland annat på sin löpsedel.[2]
- Aftonbladet publicerade både namn och bild.

En sökning i mediedatabasen Retriever på mannens namn mellan 19 och 22 november gav nästan 2000 träffar och många medier skrev också om mannen som "terroristen", "terrorsvensken" eller "IS-terrorist" utan att det tydligt framgick att han endast var misstänkt.
Publicitetsskadan för mannen bedömdes vara massiv och Aftonbladets kulturchef Åsa Linderborg skrev att "Söndagen den 22 november måste vara en av de pinsammaste dagarna i svensk presshistoria."
Ingen uttryckte ånger över att ha publicerat mannens namn.
Pressombudsmannen Ola Sigvardsson sade att det kunde vara försvarligt att publicera namn på en misstänkt om situationen bedömdes som samhällsfarlig, men framhöll att han kunde komma till en annan bedömning om saken anmäldes och prövades. Han sade också att det var en mycket stor skillnad mellan att påstå att den namngivne är misstänkt för ett brott och att påstå att densamme är skyldig.
Mårten Schultz, professor i civilrätt, sade att utöver att mannen kunde driva en förtalsprocess fanns det möjligheter för innehavaren av upphovsrätten till bilden som spridits att kräva ersättning. Han bedömde att mannen hade drabbats av en publicitetsskada av "sällan skådat slag i svensk historia".
Medierna kom också att kritiseras för att inte ha ställt kritiska frågor till Säpo.
Efter att mannen inte längre var misstänkt valde redaktionerna att på sina webbplatser antingen anonymisera mannen genom att uppdatera sina artiklar eller att fortsätta namnge och skriva om friandet från misstankar.